# Alexander Christian
Alexander Christian (14. juli 1881 – 9. september 1937) var en dansk filminstruktør, manuskriptforfatter og filmproducer der arbejdede fra 1907 til 1919.
Alexander Christian var uddannet ingeniør men slog sig på filmbranchen. Først i 1906 i samarbejde med Peter Elfelt som medgrundlægger af filmproducentselskabet Kinografen. Og fra 1914 som instruktør i en række stumfilm, først for Nordisk Film Kompangni og efterfølgende ved en række andre produktionsselskaber også. Han er også manuskriptforfatter på to producerede film. Den første, Mordet paa Fyn fra 1907, var baseret på virkelige hændelser. Filmen var den direkte årsag til at der blev indført biografcensur i Danmark. Alexander Christian begik selvmord i Frankrig i september 1937.

## Filmografi
Som instruktør
- Balleteusens Hævn (1914)
- Paa Syndens Tærskel (1915)
- Juvelerernes Skræk (1915)
- For sin Dreng (Robert Dinesen, 1916)
- Barnet fra Opfostringshuset (1916)
- En Forbryders Liv og Levned (1916)
- Dommerens Hustru (1916)
- De evige Flammer (1916)
- Bladkongen (1916)
- Livets Genvordigheder (1916)
- Det stjaalne Navn (1916)
- Værelse Nr. 17 (1916)
- Børsens Offer (1916)
- Troen, der frelser (1917)
- Ansigtet lyver I (1917)
- Synd skal sones (1917)
- Herregaards-Mysteriet (1917)
- Skriget fra Djævlekløften (1917)
- Under Kærlighedens Aag (1917)
- Kvinden med de smukke Øjne' (1917)
- Mand mod Mand (1917)
- Ansigtet lyver II (1917)
- Lykkens Budbringer (1918)
- Prinsessens Tilbeder (1918)
- Glædens Dag (1918)
- Fattigdrengen (1919)

Manuskript
- Mordet paa Fyn (1907)
- Værelse Nr. 17 (1916)